# Fides Becker
Fides Becker (* 8. März 1962 in Worms) ist eine deutsche Malerin und Grafikerin.

## Leben
Becker studierte von 1981 bis 1985 Freie Malerei an der Staatlichen Hochschule für Bildende Künste (Städelschule) in Frankfurt am Main, von 1985 bis 1988 an der Willem de Kooning Academie in Rotterdam und von 1986 bis 1989 an der Universität der Künste Berlin. Von 1996 bis 2013 lebte sie in Frankfurt am Main, bis sie 2013 nach Berlin umzog, wo sie heute als Freie Künstlerin lebt. In ihren Ausstellungen reflektiert sie seit vielen Jahren Rollenklischees des Weiblichen aus der westlichen Bildkultur und nimmt am Genderdiskurs teil. Sie betrachtet ihre Kunst als empirische feministische kulturanthropologische Forschung.
Werke von Becker wurden u. a. in den Sammlungen der Kunsthalle Emden, der Deutschen Bank Frankfurt am Main, des Museums Goch, der Landessammlung Rheinland-Pfalz, des Deutschen Ledermuseums und des Centrum Beeldende Kunst Rotterdam aufgenommen.
Becker nahm Lehraufträge wahr an der Kunsthochschule Berlin-Weißensee und an der Hochschule für Angewandte Wissenschaften Hamburg.

## Ausstellungen (Auswahl)
- 2001: Perfect housekeeping, Museum Goch[8]
- 2002: Musterfrau, Kunsthalle Darmstadt[9]
- 2007: Fides Becker – Die Sehnsucht nach anderswo, Kunsthalle Emden[10]
- 2009: Ein Panorama, Kunstraum Dornbirn[11], kuratiert von Heike Strelow
- 2011: Ein Blick auf zwei Monde[12], Arp Museum Bahnhof Rolandseck
- 2014: Zeitenwende, Museum Retti-Palais, Ansbach[13] kuratiert von Christian Schoen
- 2018: Patina der Zeit, Foyers des Instituts für Stadtgeschichte im Karmeliterkloster, Frankfurt/Main[14]
- 2020: Rollenklischees[15], Zagreus Projekt 2020

## Auszeichnungen
- Stipendium Künstlerhaus Schloss Balmoral 2003[16]
- Reisestipendium der Hessischen Kulturstiftung nach New York, 2004[17]
- Atelierstipendium von Rheinland-Pfalz, Cité internationale des Arts Paris, 2010[18]

## Veröffentlichungen
- Fides Becker: Perfect housekeeping, Kunstverein Baden-Baden, 2001. ISBN 978-3-9345-4502-1
- Nils Ohlsen (Hrsg.): Fides Becker. Die Sehnsucht nach anderswo, Hatje Cantz Verlag, 2007. ISBN 978-3-7757-1968-1
- Kunstraum Dornbirn, Hans Dünser, Heike Strelow (Hrsg.): Fides Becker. Ein Panorama, Verlag für moderne Kunst, Nürnberg, 2009. ISBN 978-3-941185-70-8
- Oliver Kornhoff (Hrsg.): Die Eroberung der Wand – Conquering the wall: Nazarenerfresken im Blick der Gegenwart, Wienand Verlag, 2012. ISBN 978-3-8683-2090-9